# المسقف (حفاش)

تعديل مصدري - تعديل

المسقف هي إحدى قرى عزلة بني دهمان بمديرية حفاش التابعة لمحافظة المحويت، بلغ تعداد سكانها 239 نسمة حسب تعداد اليمن لعام 2004.